# Colanielloidea
Colanielloidea, tradicionalmente denominada Colaniellacea, es una superfamilia de foraminíferos del suborden Fusulinina y del orden Fusulinida. Su rango cronoestratigráfico abarca desde el Devónico superior hasta la Pérmico superior.

## Clasificación
Colanielloidea incluye a la siguiente familia:
- Familia Colaniellidae